# Тьези
Тьези (итал. Thiesi) — коммуна в Италии, располагается в регионе Сардиния, подчиняется административному центру Сассари.
Население составляет 3165 человек, плотность населения составляет 49,59 чел./км². Занимает площадь 63,83 км². Почтовый индекс — 7047. Телефонный код — 079.
Покровительницей коммуны почитается святая Виктория, предположительно — св. Виктория Римская. Праздник ежегодно празднуется 23 декабря.